# パンダの爪
『パンダの爪 ～カナダにおける北京の影響および脅迫キャンペーン～』（パンダのつめ カナダにおけるペキンのえいきょうおよびきょうはくキャンペーン、クロウズ・オブ・ザ・パンダ、英語: Claws of the Panda: Beijing's Campaign of Influence and Intimidation in Canada）は、ジョン・マンソープ (John Manthorpe) が上梓した2019年の著作で、カナダの対中華人民共和国関係やカナダにおける中国共産党の影響力について書かれている。マンソープの主張によると、カナダと中国は価値観の衝突を抱えていて、カナダは中国によるスパイ、拉致、人権蹂躙、知的財産権窃盗を含む複数の主権侵害の犠牲者となっており、また、カナダの政策に影響を与えるために中国系カナダ人を脅迫している。マンソープは、カナダの政策決定者のおめでたい頭が生んだ無邪気さのおかげで中国が何年もの間そのような政策を実行することができたと暗にほのめかしている。本書の中でマンソープは、カナダは対中政策を変更せよと提唱する。
本書が出版された時期は、2018年12月のカナダにおけるファーウェイ副会長兼CFOの孟晩舟の逮捕およびそれに続く中国におけるカナダ市民2人（マイケル・コブリグとマイケル・スペーバー）の逮捕によって両国関係が緊張した頃とほぼ重なる。カナダは、中国によるコブリグとスペーバーの逮捕を孟晩舟逮捕の報復であるとして批難した。
オーストラリアにおける中国の影響について書かれたクライブ・ハミルトンによる2018年の著作『サイレント・インベージョン』（邦題: 『目に見えぬ侵略』）にも本書との類似性が見られる。
台湾では、2020年7月に『パンダの鋭い爪 ～中国は如何にカナダへ浸透し、影響を与え、威嚇しているか～』（繁体字中国語: 大熊貓的利爪：中國如何滲透、影響與威嚇加拿大）というタイトルで中国語翻訳版が左岸文化から発売されている。（参考: 中国大陸で禁書とされる香港・台湾の書物）